# 泰卡恩普尔
泰卡恩普尔（Tekanpur），是印度中央邦Gwalior县的一个城镇。总人口12819（2001年）。

## 人口
该地2001年总人口12819人，其中男性8527人，女性4292人；0—6岁人口1625人，其中男871人，女754人；识字率77.81%，其中男性为86.81%，女性为59.95%。